# 伊斯諾弗萊特
伊斯諾弗萊特是古埃及法老拉美西斯二世第二任皇后，家世不詳，妮菲塔莉病逝後成為皇后，法老麥倫普塔的母親。她在封為王后之前一定與拉美西斯二世結婚，因為她的長子已經出現在塞提一世的場景中，她至少有三個兒子和一個女兒。